# Ptilodactyla pallida
Ptilodactyla pallida is een keversoort uit de familie Ptilodactylidae. De wetenschappelijke naam van de soort is voor het eerst geldig gepubliceerd in 1874 door Steinheil.